# Cerros Orientales (Bucaramanga)
Los cerros Orientales son un conjunto orográfico (sistema montañoso) situado al oriente de la ciudad colombiana de Bucaramanga, entre el Barrio Pan de Azúcar y la vía a Pamplona (Ruta Nacional 66), conformado por 1.300 hectáreas de bosque nativo declarados como reserva forestal, lo que prohíbe cualquier tipo de construcción en esta área; además de ser el hogar de especies animales silvestres como zorros grises, ardillas, osos hormigueros, zarigüeyas, armadillos e iguanas. Pese a ser una zona protegida, muchos de sus ecosistemas se encuentran amenazados por planes para urbanizarlos.
Tras la promulgación del Plan de Ordenamiento Territorial (POT) en 2013 para la ciudad, se creó una gran polémica en torno a la urbanización o no de los cerros, a lo cual los medios oficiales como la Alcaldía de Bucaramanga respondieron que, en el marco del POT, los cerros quedaron protegidos y no se podrán expedir permisos de construcción para esta zona. Sin embargo, en septiembre de 2017 la Alcaldía de Bucaramanga, bajo nueva administración, dio inicio a la fase de diseños para empezar la construcción de un parque ecológico en 290 hectáreas de los cerros, donde se espera una mínima intervención en obras sin concreto para no afectar el ecosistema del sitio a intervenir buscando, según la administración municipal, garantizar la protección total de los cerros de manos de las empresas constructoras o, de quienes pretendan invadir ilegalmente estos terrenos. Se proyecta, entre otras cosas, construir un sendero para caminantes que comunique los sectores de Morrorico (Comuna 14) y Cabecera (Comuna 12) y en la mitad del sendero un mirador. Pese a las buenas intenciones de la administración municipal, el proyecto del parque tiene voces de rechazo por el impacto negativo que pueda tener el ecosistema en materia ambiental por la intervención, y también por el cambio de hábitos para los animales silvestres de la zona al ser alimentados, sin malas intenciones, por las personas que visiten el parque, volviéndolos dependientes de la mano del hombre y alterando la simbiosis del ecosistema que rodea este espacio de descanso. El proyecto del parque se encuentra suspendido.
Sin construir el parque, los Cerros Orientales son ya de por sí un atractivo turístico de la ciudad, especial para caminatas y paseos que organizan grupos ecológicos y la administración municipal, por medio del Instituto para la Juventud, Recreación y Deporte de Bucaramanga (INDERBU).